# Jacqueline Haksteen
Jacqueline Haksteen-Poleij (Dordrecht, 4 februari 1967) is een Nederlands voormalig korfbalster. Ze speelde op het hoogste niveau korfbal bij o.a. Deetos en AKC Blauw-Wit. Ze werd eenmaal verkozen tot Korfbalster van het Jaar (1994). Ook speelde ze voor het Nederlands korfbalteam waar ze goud mee won op internationale toernooien. Ze stopte in 2006.

## Dordrecht
Poleij begon met korfbal bij Merwic in Dordrecht. Poleij debuteerde in 1981, op 14-jarige leeftijd in het eerste team van Merwic. Haar talent was duidelijk en ze wilde graag op het hoogste niveau spelen.
In 1983 verruilde ze Merwic voor het grotere Deetos, dat in 1980 nog Nederlands zaalkampioen werd. Ze kwam samen te spelen met toonaangevende korfballers zoals Erik Wolsink, Hans Leeuwenhoek, Oscar Mulders en Gert-Jan Kraaijeveld.
Ze stond voor de eerste keer in de zaalfinale in 1990. In deze finale speelde Deetos tegen het Delftse Fortuna. Fortuna won met 14-12, maar Deetos had een sterke basis voor vele jaren. Vanaf dat moment stond Deetos tot en met 1993 onafgebroken in de finale. In de finale van 1991 won Deetos van Oost-Arnhem met 12-10. In de finale van 1992 won Deetos met 12-7 van AKC Blauw-Wit en in 1993 was de finale Deetos tegen PKC. In deze finale won Deetos met een nipte 13-12, waardoor het dus 3 jaar achter elkaar zaalkampioen van Nederland was.
In deze dominante periode van Deetos was Poleij ondertussen vrouwelijke topscoorder van 1993-1994 geworden en werd ze in datzelfde jaar ook onderscheiden met de prijs Beste Korfbalster van het Jaar.
Na 1 jaartje afwezigheid in de zaalfinale stond Deetos in 1995 toch weer in Ahoy. Wederom trof het in de finale Oost-Arnhem en net als in 1991 won Deetos deze finale. Het was de 4e zaaltitel van Deetos in de jaren 90, maar Poleij had besloten dat het haar laatste seizoen was.

## Amsterdam
Ondanks dat Poleij in 1995 haar afscheid had aangekondigd en gevierd met een zaaltitel, kon ze het in januari 1996 niet laten op terug te keren op het hoogste niveau. Ze kwam terug, maar niet bij Deetos  maar bij het Amsterdamse ROHDA, de ploeg die in 1994 zaalkampioen van Nederland was.
Onder leiding van coach René Kruse maakte ze op 20 januari 1996 haar debuut in ROHDA 1. Ze speelde uiteindelijk 3 wedstrijden bij de club. Poleij bleef spelen in Amsterdam, maar ging naar AKC Blauw-Wit. Hier kwam ze ook in een sterk team met onder andere Jan Niebeek en Dennis Doves te spelen, onder leiding van coach Herman van Gunst.
In 2001 stond Poleij wederom in Ahoy, voor de landelijke zaalfinale. Het werd haar laatste zaalfinale in haar carrière en ze kon hem niet winnend afsluiten. Blauw-Wit verloor namelijk met 26-23. Een paar weken later won ze met Blauw-Wit wel de veldfinale. Die prijs miste ze nog in haar prijzenkast en dit kampioenschap maakte dat compleet. Ze speelde bij Blauw-Wit tot en met seizoen 2005-2006. Ze stopte in 2006 definitief, ze was 39 en had in 3 decennia in de top van korfballend Nederland gespeeld.

## Erelijst
- Nederlands kampioen zaalkorfbal, 4x (1991, 1992, 1993, 1995)
- Nederlands kampioen veldkorfbal, 1x (2001)
- Europacup kampioen, (1993, 1994)
- Korfbalster van het Jaar, 1x (1994)

## Oranje
Poleij speelde 22 officiële interlands voor het Nederlands korfbalteam. Zo won ze goud op het WK van 1999, maar ook zilver op het WK van 1991.
Na haar carrière als speelster is Poleij jeugdcoach geworden. Dat doet ze bij AKC Blauw-Wit.